# Выборы в Херсонский областной совет (2010)
Выборы в Херсонский областной совет VI-го созыва прошли 31 октября 2010 года.

## Избирательное право
Согласно действующему Украинскому законодательству, выборы прошли по пропорциональной избирательной системе с 3-процентным порогом голосов.

## Итог
| Состав VI-го созыва Херсонского областного совета                  | Состав VI-го созыва Херсонского областного совета | Состав VI-го созыва Херсонского областного совета | Состав VI-го созыва Херсонского областного совета | Состав VI-го созыва Херсонского областного совета |
| Партия                                                             | Голосов                                           | %                                                 | Мест                                              | Изменение                                         |
| ------------------------------------------------------------------ | ------------------------------------------------- | ------------------------------------------------- | ------------------------------------------------- | ------------------------------------------------- |
| Партия регионов                                                    |                                                   | 32,0%                                             | 58                                                | ▲28, 8.9%                                         |
| Коммунистическая партия Украины                                    |                                                   | 11,0%                                             | 9                                                 | ▲2, -3.8%                                         |
| Батькивщина                                                        |                                                   | 9,5%                                              | 8                                                 | ▼-13, -7.5%                                       |
| Фронт перемен                                                      |                                                   | 4,5%                                              | 3                                                 | ▬ новая партия                                    |
| Сильная Украина                                                    |                                                   | 4,0%                                              | 3                                                 | ▬ новая партия                                    |
| Прочие партии (Народное движение, Справедливость, Народная партия) |                                                   | 61,5%                                             | 3                                                 | ▲3, -7.5%                                         |
| Общий результат                                                    |                                                   | 100%                                              | 86                                                | ▲1 новое место                                    |